# Тигр! Тигр!
«Тигр! Тигр!» (англ. Tiger! Tiger!) — третє з оповідань Редьярда Кіплінга із збірки Книга джунглів  циклу про людське дитинча Мауглі. В цій частині розказується про повернення Мауглі до людського життя в ближньому селі та яким чином йому вдалося перемогти свого заклятого ворога Шер-Хана.
Після схвальних відгуків на першу оповідку «Брати Мауглі», читачі з нетерпіння чекали вже інших розповідей. «Тигр! Тигр!» було одне з них — написане в 1893 році та вперше було опубліковано в 1894 року в журналі «St. Nicholas Magazine». А наприкінці 1894 року, коли Редьярд Кіплінг видав окремою книжкою свою індійську «The Jungle Book» — збірку історій про джунглі та його звірів, то розповідь про «Тигр! Тигр!» ввійшла до неї також.

## Головні герої оповіді
- Мауглі — людське дитинча
- Сірий брат — «брат по крові» Мауглі
- Акела — ватажок зграї вовків
- Шерхан — кульгавий тигр, запеклий ворог Мауглі
- Табакі — шакал, помічник Шер-Хана

## Особливості
- Після оповіді Кіплінг додав супроводжуючого вірша написаного Вільямом Блейком — «Тигр» (поема)[en].